# Maison Krnajski à Kelebija
La maison Krnajski à Kelebija (en serbe cyrillique : Кућа Крнајских у Келебији ; en serbe latin : Kuća Krnajskih u Kelebiji) est située à Kelebija, dans la province de Voïvodine, sur le territoire de la Ville de Subotica et dans le district de Bačka septentrionale, en Serbie. Elle est inscrite sur la liste des monuments culturels protégés de la République de Serbie (identifiant no SK 1540).

## Présentation

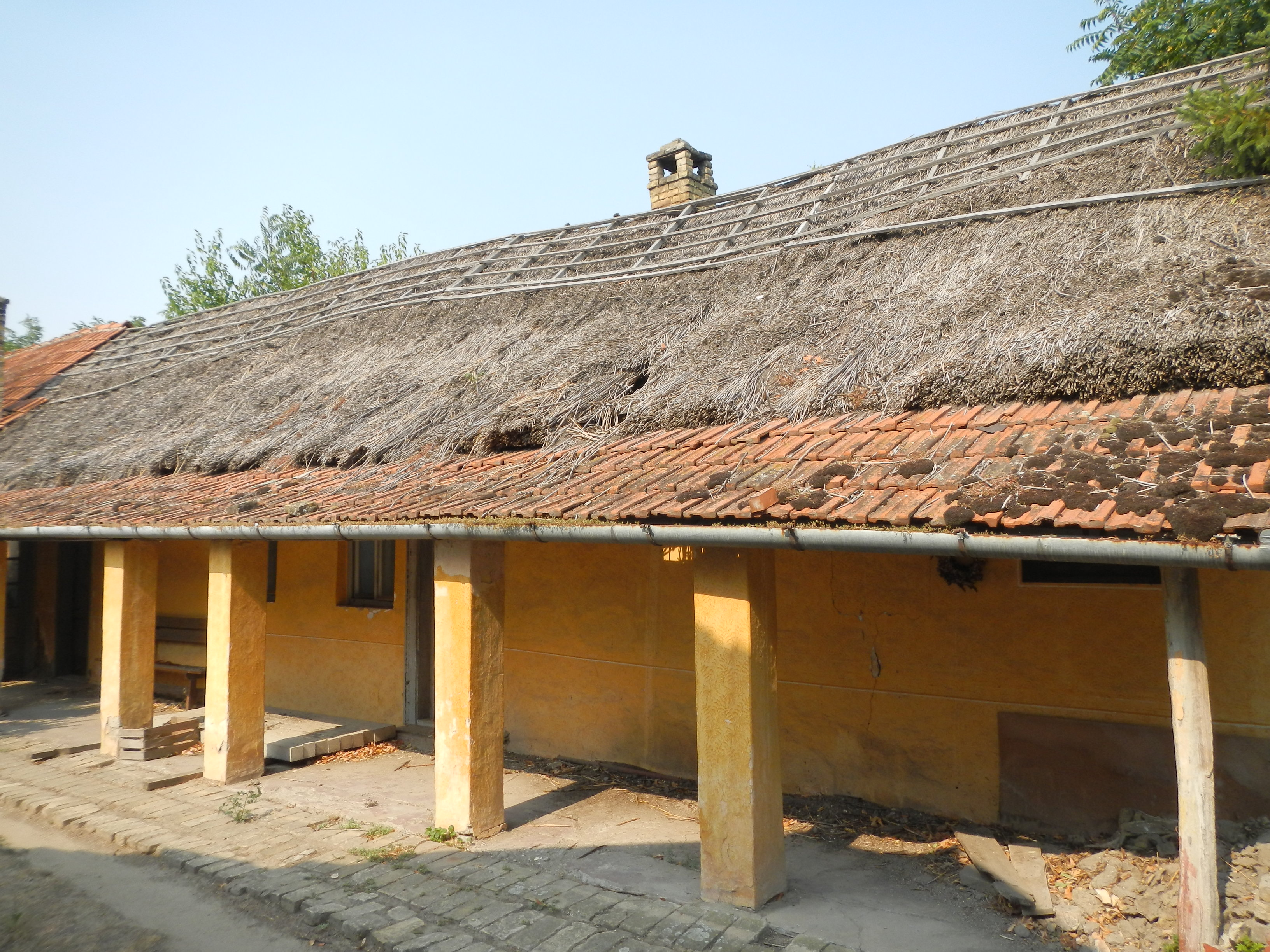
Détail du porche.

La maison Krnajski a été construite au XIXe siècle comme un bâtiment en trois parties avec un porche recouvert de roseaux. Plus tard, elle a été agrandie avec l'adjonction d'une pièce et d'une cuisine d'été construites dans la largeur du porche et, plus tard encore, avec l'ajout de pièces indépendantes de l'édifice principal. La maison est caractéristique de l'architecture populaire de la Bačka du nord et témoigne de l'évolution de l'architecture rurale vers un type de ferme connu sous le nom de « salaš ».